# Claymore

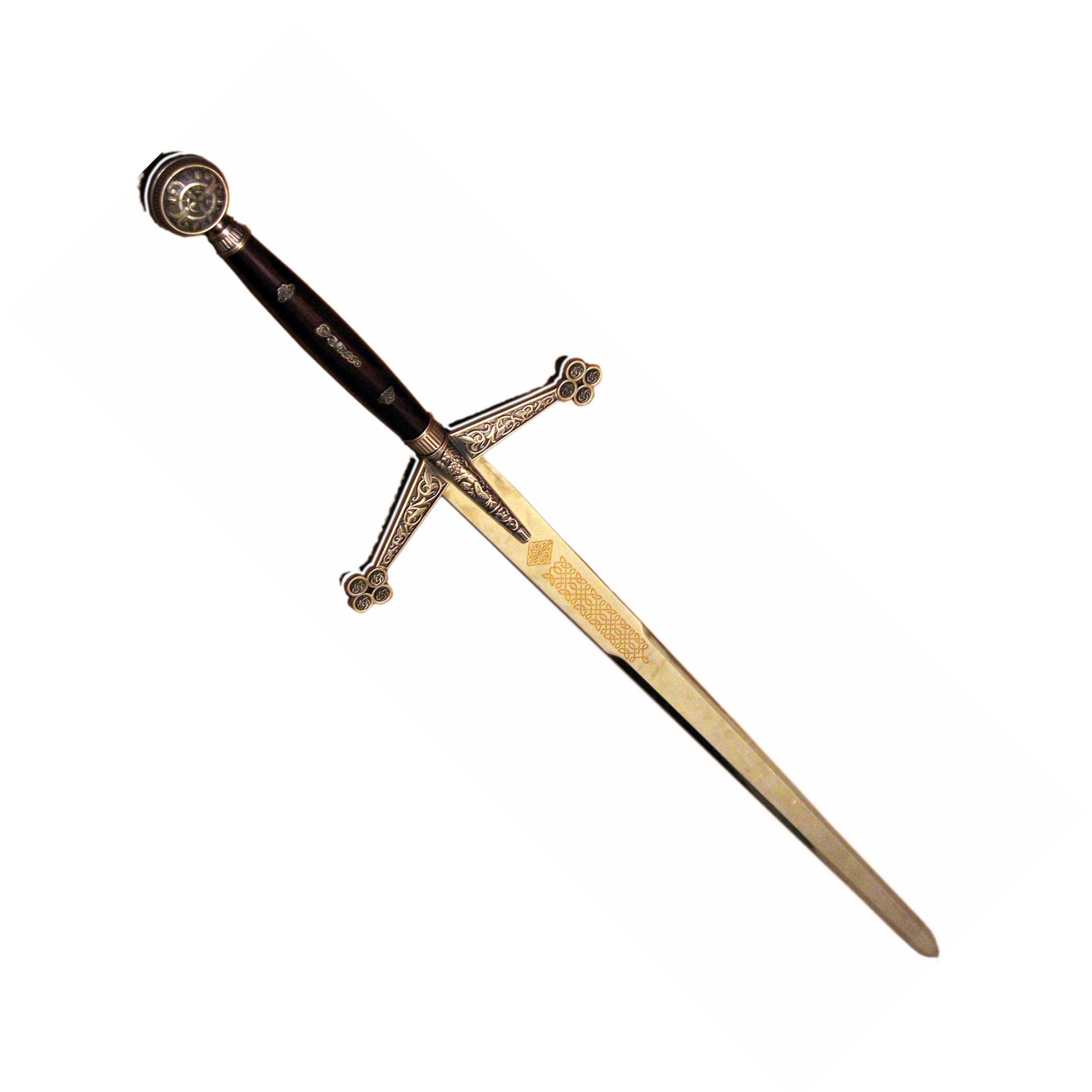
Réplica de una claymore

Un claymore (gran espada en acepción escocesa) es un tipo de espada ancha cuyo uso precisaba de las dos manos para ser blandida (montante, mandoble o espadón), afilada por las dos vertientes de la hoja, poseedora de una empuñadura de gran longitud (al menos un cuarto del total del arma), que permitía al usuario sustentarla sin necesidad de forzar las maniobras, ni de asirla por la base de la hoja. 
Este mandoble se caracterizaba, por encima de otros detalles, por consistir su guarnición en un arriaz avanzado sobre la hoja, constituido por dos brazos simétricos rematados en volutas ornamentales que forman un vértice triangular, configurando un potente gavilán que posibilitaba a los que las esgrimían, y que no podían protegerse con un escudo, realizar acciones de detención del arma oponente. 
Fueron utilizadas y desarrolladas por los highlanders escoceses, a partir de modelos de espada de menor longitud, a las que se les realizaron modificaciones que las adaptasen al uso a doble mano, y finalmente adquiriendo los citados atributos que las hacían óptimas para bloquear los golpes de los enemigos. En el siglo XIII d. C. estas espadas eran blandidas por los escoceses en su lucha contra el invasor inglés. Las claymore superaban con facilidad los cuatro pies de longitud (el metro y veinte centímetros) sobrepasando 1,5 kg de peso.
No debemos confundir estas espadas con el arma que el famoso William Wallace usaba en el combate, ya que en este caso se trataba de una tipología distinta a las claymore, más livianas, siendo la del héroe, en realidad, una gran espada de batalla cuya dimensión exacta llegaba a 1,67 metros, debido a que estos mandobles de corte germánico solían igualar la estatura de su dueño.